# Maud de Belleroche
Maud de Belleroche, all'anagrafe Madeleine Sacquard (Parigi, 26 agosto 1922 – Villerville, 19 febbraio 2017), è stata una scrittrice, saggista e attrice francese.

## Filmografia
- Top Sensation, regia di Ottavio Alessi (1969)

## Opere
- Cinq personnages en quête d'empereur, Del Duca, 1962.
- Du dandy au play-boy, saggio, Del Duca, 1965.
- L'Ordinatrice ? Mémoires d'une femme de quarante ans, La Jeune Parque, 1968 ; Le Livre de Paris, 1978 ; adattamento in comico, disegni di Max Lenvers, Dominique Leroy, 1985.
- L'Ordinatrice seconde, La Jeune Parque, 1969 ; France Loisirs, 1978.
- Des femmes, La Jeune Parque, 1970.
- Noisette, La Jeune Parque, 1971.
- Eva Perón. La reine des sans chemises, La Jeune Parque, 1972.
- Le Ballet des crabes, Filipacchi, 1975 ; Dualpha, 2002.
- La Murène apprivoisée, Garnier Frères, 1980.
- Oscar Wilde ou l'amour qui n'ose dire son nom, prefazione di Alain Peyrefitte, Favre, 1987 ; Dualpha, 2004.
- Sacha Guitry ou l'esprit français, Dualpha, 2007.

## Riconoscimenti
- Accademia francese
  - 1963 – Premio Broquette-Gonin per Cinq personnages en quête d'empereur.